# Comté de Cumberland (Maine)
Pour les articles homonymes, voir Comté de Cumberland.
Le comté de Cumberland est un comté de l'État du Maine, aux États-Unis. Son siège est Portland. Selon le recensement de 2010, sa population est de 281 674 habitants.

## Géographie
Le comté a une superficie de 3 152 km2, dont 2 164 km2 est de terre. On y trouve le lac le plus vaste et le plus profond de l'état, le lac Sebago, qui alimente en eau potable l'essentiel de la région. Le comté est le poumon économique et industriel de l'état de Maine, avec le port de Portland et les sièges sociaux de grandes multinationales comme Fairchild Semiconductor, IDEXX Laboratories, Unum et Banque Toronto-Dominion.

### Géolocalisation
| Comté d'Oxford | Comté d'Androscoggin |                    |
|                | Comté de Cumberland  | Comté de Sagadahoc |
| Comté de York  |                      |                    |